# Prades-d'Aubrac
Prades-d'Aubrac is een gemeente in het Franse departement Aveyron in de regio Occitanie. De plaats maakt deel uit van het arrondissement Rodez en sinds 22 maart 2015 van het kanton Lot et Palanges toen het kanton Saint-Geniez-d'Olt, waar Prades-d'Aubrac daarvoor onder viel, werd opgeheven.

## Geografie
De oppervlakte van Prades-d'Aubrac bedraagt 48,7 km², de bevolkingsdichtheid is 8,3 inwoners per km².

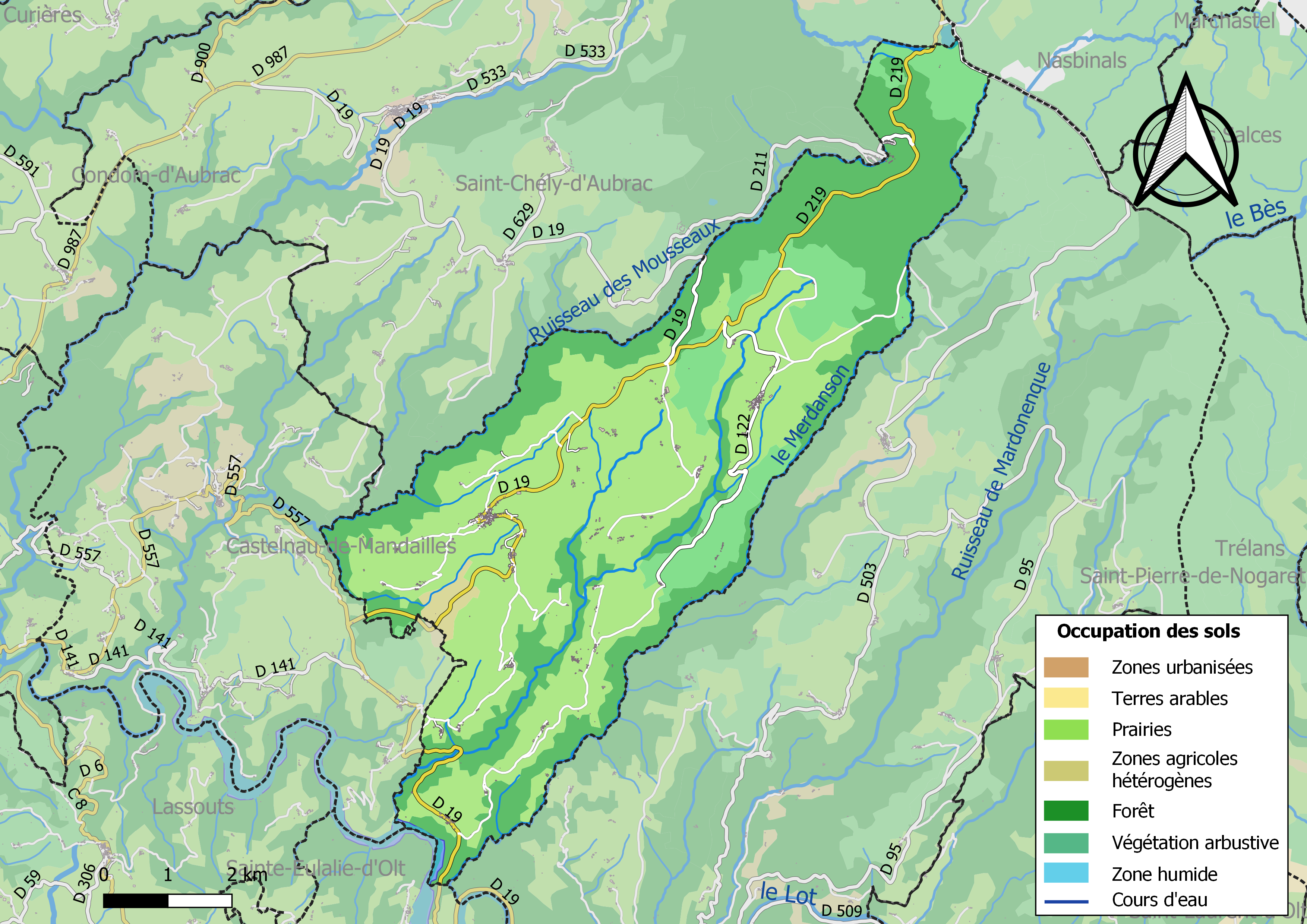
Kaart van de gemeente met de belangrijkste infrastructuur, bodemgebruik en omliggende gemeenten

## Demografie
Onderstaande figuur toont het verloop van het inwonertal (bron: INSEE-tellingen).
Vanwege een beveiligingsprobleem met de MediaWiki Graph-software is het momenteel niet mogelijk deze grafiek weer te geven. Zodra de software is bijgewerkt zal de grafiek vanzelf weer zichtbaar worden.